# 아라카와잇추마에 정류장
아라카와잇추마에 정류장(일본어: 荒川一中前停留場)은 일본 도쿄도 아라카와구 미나미센주 잇초메에 있는 도쿄 도 교통국 도덴 아라카와 선의 정류장 중 하나이다.